# 中国科学院沈阳应用生态研究所
中国科学院沈阳应用生态研究所是中华人民共和国的一所生态学研究机构，是中国科学院的直属研究单位，位于辽宁省沈阳市。前身是1954年成立的中国科学院林业土壤研究所，1987年改为现名。